# 北原山貓
北原山貓，是台灣原住民的一個樂團，成員為陳明仁、吳廷宏。曾獲第12屆金曲獎最佳重唱組合。

## 簡介
1986年，吳廷宏結合了不少旅居台灣北部的原住民音樂愛好者共同成立「山地樂師俱樂部」，其後改名為「北原城市樂團」。1996年，北原城市樂團改名為「北原山貓」，並與跨國企業合作，在三年內將樂團多年成果重新整理出版成六張專輯以及一張精選輯。
北原山貓的一大特色在於台灣原住民九族傳統歌謠的演繹。因為台灣原住民九族沒有共通的族語，為了減少學習上的困難，他們將這些歌詞以羅馬拼音來標示，間接使九族有了共通的文字。北原山貓期望在未來成立「山貓家族」，幫助對音樂有興趣的原住民青年實現夢想。
2016年5月底，臺北市政府原住民族事務委員會主任委員陳秀惠被揭發曾在原住民婦女種子人才培訓課程中說泰雅族婦女有陪睡客人之傳統，引發北原山貓等原住民族人公開要求下台。

## 主要團員
- 吳廷宏：主唱及音樂製作人，泰雅族，國立藝專音樂科畢業，曾獲台視《五燈獎》五度五關，曾主持中央廣播電臺1557音乐互动台《北原山貓聊天來~依呀呼》，女兒吳亦帆亦為歌手。
- 陳明仁：主唱，卑南族，淡江大學東方語文學系畢業，曾以《可憐的落魄人》一曲創下百萬張銷售紀錄[2]。